# Пилозоцереус
Пилозоцереус (лат. Pilosocereus) — род суккулентных растений семейства Кактусовые (Cactaceae).

## Название
Родовое научное название Pilosocereus происходит от латинского слова pilosus, что означает «мохнатый», и названия рода Cereus — Цереус (от лат. cereus — «восковой» или «восковая свеча». Это название отражает особенность растений, характеризующуюся обильным волосяным покровом псевдоцефалия, который наблюдается у большинства видов Pilosocereus.
Русскоязычное название является транслитерацией латинского.

## Описание

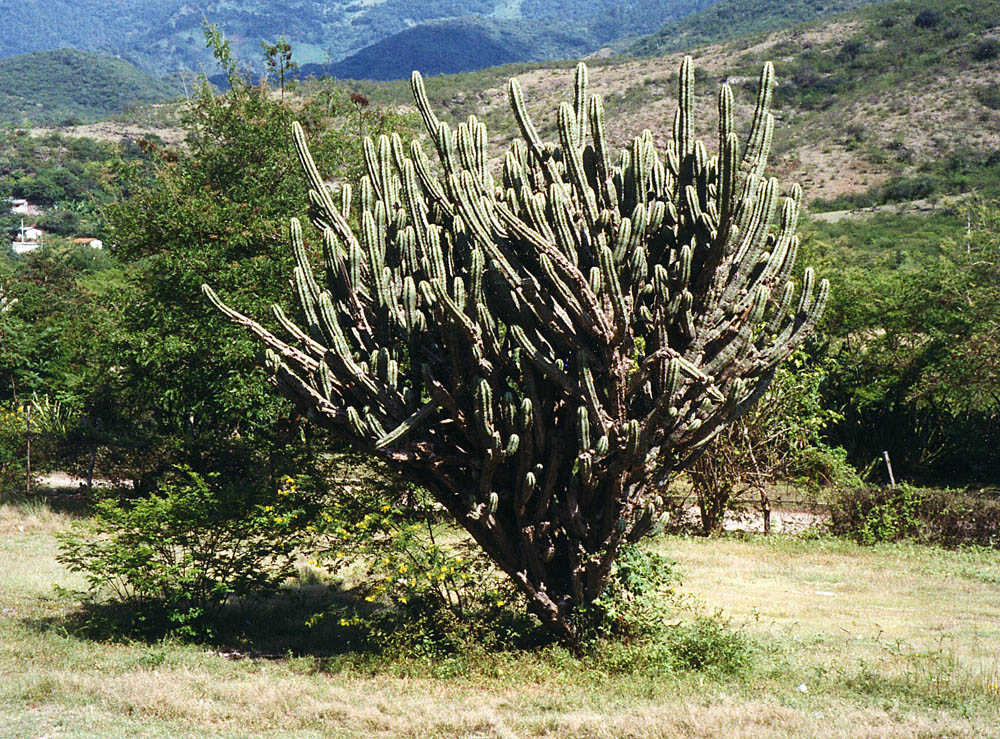
Pilosocereus robinii

Род представляет собой древовидные или кустарниковыдные растения с различными формами роста, включая прямостоячие, восходящие и лежачие. Обычно они имеют разветвления в нижней части. Растения имеют раскидистую корневую систему.
Стебли могут иметь зелёный, голубоватый или сине-зеленый цвет. Они достигают размеров от 3 до 10 м в высоту и от 5 до 8 (12+) см в диаметре. Поверхность стеблей голая. Ребра могут быть от 3 до 30, а их борозды прямые или волнистые. Гребни на ребрах иногда имеют выемки между ареолами. В обычном случае, ареолы плотно располагаются вдоль ребер, а при цветении могут сливаться. Форма ареол может быть круглой или эллиптической, а их поверхность покрыта волосками, которые обычно белого или желтовато-коричневого цвета. Волоски наиболее длинные на цветоносных ареолах вдоль каждого ребра или на одной стороне стебля в его дистальной части.
На каждой ареоле имеется от 6 до 31 колючек, которые приобретают жёлтый цвет и с возрастом могут становиться серыми. Колючки имеют игольчатую форму, они прямые, тонкие и гладкие, размером примерно 10-15 × 0,25 мм. Радиальные и центральные не отличаются друг от друга.
Цветки распускаются ночью или при сумерках. Они располагаются латерально или субтерминально на стеблях, исходя из близко прилегающих или сливающихся ареол. Форма цветков может быть воронкообразной или узкоколокольчатой, размером примерно 5-6 × 2-5 см. Трубка цветка прямая или слегка изогнутая. Внешние листочки околоцветника имеют зеленоватый цвет. Внутренние листочки околоцветника белого цвета и размером примерно 9-26 × 7,5 мм, их края цельнокрайные. Завязи гладкие, и не имеют колючек. Обычно количество рылец в цветке составляет от 8 до 12.
Плоды разрываются с одной стороны или остаются неоткрытыми. Они окрашены в красный или фиолетовый цвет и имеют вдавленно-шаровидную форму, размером от 20 до 45 × 30-50 мм. Плоды мясистые и не имеют чешуек и колючек. Мякоть плода может иметь различный цвет. Семена черные или темно-коричневые, размером от 1,2 до 2,6 мм, гладкие и блестящие.
Число хромосом — 11.

## Распространение и экология
Природный ареал — Аруба, Багамы, Бразилия, Каймановы острова, Колумбия, Куба, Доминиканская Республика, Эквадор, Флорида (США), Гватемала, Гайана, Гаити, Гондурас, Ямайка, Подветренные острова, Мексика, Мексиканский залив,Нидерландские Антильские острова, Никарагуа, Парагвай, Перу, Пуэрто-Рико, Тринидад-Тобаго, острова Теркс-Кайкос, Венесуэла, Венесуэльские Антильские острова, Наветренные острова.
Растения рода Пилозоцереус произрастают в разнообразных средах, включая, лиственные колючие сухие леса, горы, склоны тропических долин, песчаные или каменистые почвы. Иногда они могут быть найдены на известняковых, песчаниковых, гранитных, гнейсовых скалах или кварцевых песках. Они также произрастают в Кампо-рупестре (в Бразилии, это горная субтропическая саванна) и в Каатинге (колючий сухой лес бразильского северо-востока). Растения могут быть найдены на высотах от уровня моря (например, Pilosocereus catingicola) до 1900 метров (например, Pilosocereus chrysacanthus). Они часто сосуществуют с другими кактусами и суккулентами в этих экосистемах.

## Таксономия
Pilosocereus Byles & G.D.Rowley, первое упоминание в Cact. Succ. J. Gr. Brit. 19: 66 (1957).

### Синонимы
Гетеротипные (основанные на разных номенклатурных типах):
- Caerulocereus Guiggi (2022)
- Pseudopilocereus Buxb. (1968)

### Виды и гибриды
Подтвержденные виды по данным сайта Plants of the World Online на 2023 год:
- Pilosocereus albisummus P.J.Braun & Esteves
- Pilosocereus alensis (F.A.C.Weber ex Rol.-Goss.) Byles & G.D.Rowley
- Pilosocereus armatus (Otto ex Pfeiff.) A.R.Franck
- Pilosocereus arrabidae (Steud.) Byles & G.D.Rowley
- Pilosocereus aureispinus (Buining & Brederoo) F.Ritter
- Pilosocereus aurisetus (Werderm.) Byles & G.D.Rowley
- Pilosocereus azulensis N.P.Taylor & Zappi
- Pilosocereus bohlei Hofacker
- Pilosocereus brasiliensis (Britton & Rose) Backeb.
- Pilosocereus brevispinus Hoxey & Gdaniec
- Pilosocereus brooksianus (Britton & Rose) Byles & G.D.Rowley
- Pilosocereus catalani (Riccob.) Byles & G.D.Rowley
- Pilosocereus catimbauensis (N.P.Taylor & Albuq.-Lima) N.P.Taylor & Albuq.-Lima
- Pilosocereus catingicola (Gürke) Byles & G.D.Rowley
- Pilosocereus chrysacanthus (F.A.C.Weber ex K.Schum.) Byles & G.D.Rowley
- Pilosocereus chrysostele (Vaupel) Byles & G.D.Rowley
- Pilosocereus collinsii (Britton & Rose) Byles & G.D.Rowley
- Pilosocereus colombianus (Rose) Byles & G.D.Rowley
- Pilosocereus curtisii (Otto) A.R.Franck
- Pilosocereus densiareolatus F.Ritter
- Pilosocereus diersianus (Esteves) P.J.Braun
- Pilosocereus excelsus Hoxey & Gdaniec
- Pilosocereus flavipulvinatus (Buining & Brederoo) F.Ritter
- Pilosocereus flexibilispinus P.J.Braun & Esteves
- Pilosocereus floccosus Byles & G.D.Rowley
- Pilosocereus fulvilanatus (Buining & Brederoo) F.Ritter
- Pilosocereus gaumeri (Britton & Rose) Backeb.
- Pilosocereus glaucochrous (Werderm.) Byles & G.D.Rowley
- Pilosocereus jamaicensis Proctor
- Pilosocereus juaruensis (Buining & Brederoo) P.J.Braun
- Pilosocereus kanukuensis (Alexander) Leuenb.
- Pilosocereus lanuginosus (L.) Byles & G.D.Rowley
- Pilosocereus leucocephalus (Poselg.) Byles & G.D.Rowley
- Pilosocereus machrisii (E.Y.Dawson) Backeb.
- Pilosocereus magnificus (Buining & Brederoo) F.Ritter ex D.R.Hunt
- Pilosocereus millspaughii (Britton) Byles & G.D.Rowley
- Pilosocereus mollispinus P.J.Braun & Esteves
- Pilosocereus moritzianus (Otto ex Pfeiff.) Byles & G.D.Rowley
- Pilosocereus multicostatus F.Ritter
- Pilosocereus occultiflorus P.J.Braun & Esteves
- Pilosocereus oligolepis (Vaupel) Byles & G.D.Rowley
- Pilosocereus pachycladus F.Ritter
- Pilosocereus parvus (Diers & Esteves) P.J.Braun
- Pilosocereus pentaedrophorus (Labour.) Byles & G.D.Rowley
- Pilosocereus piauhyensis (Gürke) Byles & G.D.Rowley
- Pilosocereus polygonus (Lam.) Byles & G.D.Rowley
- Pilosocereus purpusii (Britton & Rose) Byles & G.D.Rowley
- Pilosocereus pusillibaccatus P.J.Braun & Esteves
- Pilosocereus quadricentralis (E.Y.Dawson) Backeb.
- Pilosocereus robinii (Lem.) Byles & G.D.Rowley
- Pilosocereus rosae P.J.Braun
- Pilosocereus samanensis Hoxey & Gdaniec
- Pilosocereus splendidus F.Ritter
- Pilosocereus tillianus R.Gruber & Schatzl
- Pilosocereus vilaboensis (Diers & Esteves) P.J.Braun
- Pilosocereus zahrae P.J.Braun

Гибриды:
- Pilosocereus × pseudosuperfloccosus P.J.Braun & Esteves — Pilosocereus densiareolatus × Pilosocereus pachycladus
- Pilosocereus × subsimilis Rizzini & A.Mattos — Pilosocereus floccosus subsp. quadricostatus × Pilosocereus magnificus